# Podział administracyjny Mikronezji

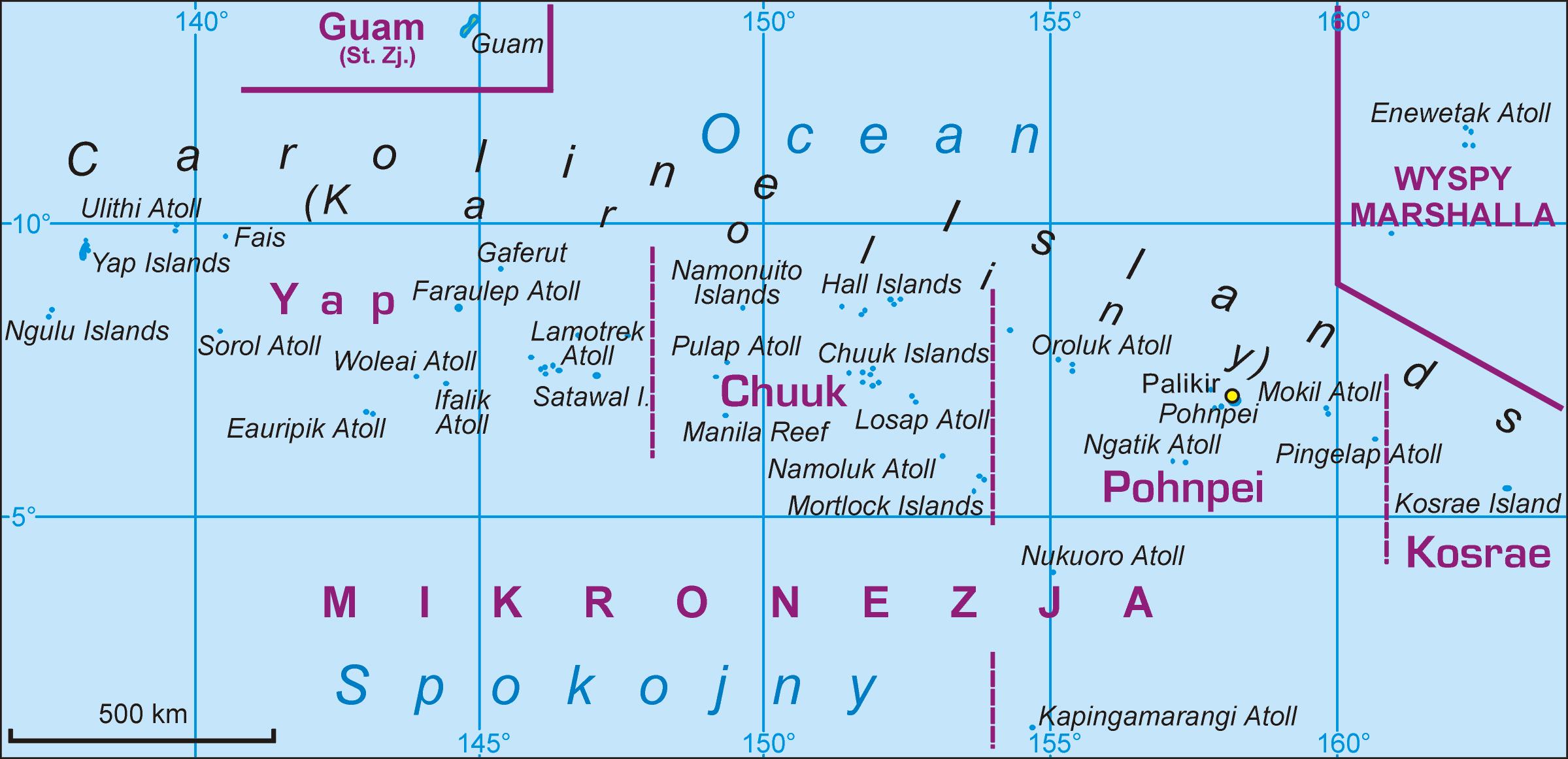
Podział Mikronezji na stany

W skład Sfederowanych Stanów Mikronezji wchodzą 4 główne stany dzielące się z kolei na grupy wysp, atole oraz pojedyncze wyspy będące najmniejszymi jednostkami administracyjnymi w państwie – gminami.
| L.p. | Flaga | Stan    | Stolica | Powierzchnia | Ludność |
| ---- | ----- | ------- | ------- | ------------ | ------- |
| 1    |       | Chuuk   | Weno    | 127 km²      | 48.654  |
| 2    |       | Kosrae  | Tofol   | 110 km²      | 6.616   |
| 3    |       | Pohnpei | Kolonia | 346 km²      | 36.196  |
| 4    |       | Yap     | Colonia | 118 km²      | 11.377  |

## StanChuuk
- Dublon
- Eot
- Ettal
- Fala-Beguets
- Fananu
- Fefan
- Kutu
- Losap
- Lukunor
- Magur
- Moch
- Moen
- Murilo
- Nama
- Namoluk
- Nomwin
- Onari
- Oneop
- Ono
- Param
- Pis-Losap
- Pisaras
- Pulap
- Pulusuk
- Puluwat
- Romanum
- Ruo
- Satawan
- Ta
- Tamatam
- Tol
- Tsis
- Udot
- Ulul
- Uman

## StanKosrae
- Lelu
- Malem
- Tafunsak
- Utwe
- Walung

## StanPohnpei
- Kapingamarangi
- Kitti
- Kolonia
- Madolenihmw
- Mokil
- Nett
- Ngatik
- Nukuoro
- Oroluk
- Pingelap
- Sokehs
- Uh

## StanYap
- Dalipebinau
- Eauripik
- Elato
- Fais
- Fanif
- Faraulep
- Gaferut Island
- Gagil
- Gilman
- Ifalik
- Kanifay
- Lamotrek
- Map
- Ngulu
- Rull
- Rumung
- Satawal
- Sorol
- Tomil
- Ulithi
- Weloy
- Woleai